# المان (سردشت)
المان هي قرية في مقاطعة سردشت، إيران. يقدر عدد سكانها بـ 0 نسمة بحسب إحصاء 2016.